# فرونتناك (كيبك)
فرونتناك (بالإنجليزية: Frontenac, Quebec)‏ هي بلدية محلية في كيبيك تقع في كندا في Le Granit Regional County Municipality. يقدر عدد سكانها بـ 1,650 نسمة ومساحتها 244.60 كم2 .
سميت البلدية على حاكم فرنسا الجديدة السابق لويس دي فرونتيناك